# STS-3
STS-3 (englisch Space Transportation System) ist eine Missionsbezeichnung für das US-amerikanische Space Shuttle Columbia (OV-102) der NASA. Der Start erfolgte am 22. März 1982. Es war die dritte Space-Shuttle-Mission und der dritte Flug der Raumfähre Columbia.

## Mannschaft
- Jack Lousma (2. Raumflug), Kommandant
- Gordon Fullerton (1. Raumflug), Pilot

In den ursprünglichen Planungen der NASA waren Fred Haise als Kommandant und Lousma als Pilot vorgesehen; sie sollten zur Raumstation Skylab fliegen und diese auf einen höheren Orbit bringen, um sie vor dem Absturz zu bewahren. Als Verzögerungen beim Shuttle-Programm und ein unerwartet rascher Höhenverlust von Skylab diese Pläne durchkreuzten, verließ Haise im Juni 1979 die NASA, kurz vor dem Absturz von Skylab. Daraufhin wurde Lousma, der 1973 zwei Monate an Bord von Skylab verbracht hatte, zum Kommandanten befördert. Fullerton hatte zusammen mit Haise 1977 eines der beiden Teams der Approach and Landing Tests für das Space Shuttle gebildet. 

### Ersatzmannschaft
- Thomas Mattingly, Kommandant
- Henry Hartsfield, Pilot

STS-3 war der letzte NASA-Flug, für den eine komplette Ersatzmannschaft eingeteilt wurde. Ab STS-4 wurden nur noch für einzelne Mannschaftsmitglieder Ersatzleute nominiert. Dies betraf vor allem Nutzlastspezialisten und Astronauten aus anderen Ländern.

## Missionsüberblick
STS-3 war der vorletzte Testflug des Space-Shuttle-Programms. Die Überprüfung der thermalen Widerstandsfähigkeit des Orbiters stand im Vordergrund. Verschiedene Bereiche der Columbia wurden über längere Zeit auf die Sonne ausgerichtet, und es wurden die Strahlungswerte gemessen. In der Ladebucht befanden sich auf einer Palette Experimente für das Office of Space Science der NASA. OSS-1 sammelte Daten über das erdnahe Umfeld, einschließlich Kontaminationen (Gase, Staub etc.), die vom Orbiter selbst ins All gebracht wurden. Außerdem hatte der Roboterarm seinen zweiten Einsatz.
Im Gegensatz zu STS-1 und STS-2 wurde der Außentank aus Gewichtsgründen nicht weiß lackiert. Ab dieser Mission blieb er in seiner ursprünglichen rot-braunen Farbe.
STS-3 war die einzige Mission des Shuttle-Programms, die mit einer Landung in White Sands (New Mexico) zu Ende ging, weil Regen die ursprünglich vorgesehene Landebahn auf der kalifornischen Edwards Air Force Base aufgeweicht hatte. Kurz vor Beginn des Fluges entschied die NASA, den Shuttle in White Sands zu landen. Edwards sollte als Ausweichlandeplatz dienen. Die Feuchtigkeit verdunstete allerdings nicht so schnell wie erwartet und so wurde, während die Mission bereits lief, die Betonpiste des Kennedy Space Centers (Shuttle Landing Facility) als zweiter Landeplatz bestimmt. Da die Bahn in White Sands aus Naturgips besteht, wurde die Columbia während des Ausrollens durch aufgewirbelten Staub stark verunreinigt. Anschließend musste die Fähre aufwändig gesäubert werden. Am 6. April 1982 kehrte die Columbia mit dem Shuttle Carrier Aircraft zum Kennedy Space Center zurück.